# Manderen
Manderen [mɑ̃dʁən] est une ancienne commune française située dans le département de la Moselle, en région Grand Est. Depuis le 1er janvier 2019, c'est une  commune déléguée au sein de la commune nouvelle de Manderen-Ritzing.
Ses habitants, au nombre de 426 en 2015, sont appelés les Manderenois en français et les Mannerer en platt lorrain.

## Géographie
Le village de Manderen est situé au nord-ouest du département mosellan, dans le pays de Sierck, à une trentaine de kilomètres au nord-est de Thionville. Il est frontalier avec la Sarre allemande et situé à quelques kilomètres du Luxembourg.
L'autoroute allemande A8 tangente la limite nord-est du territoire communal.

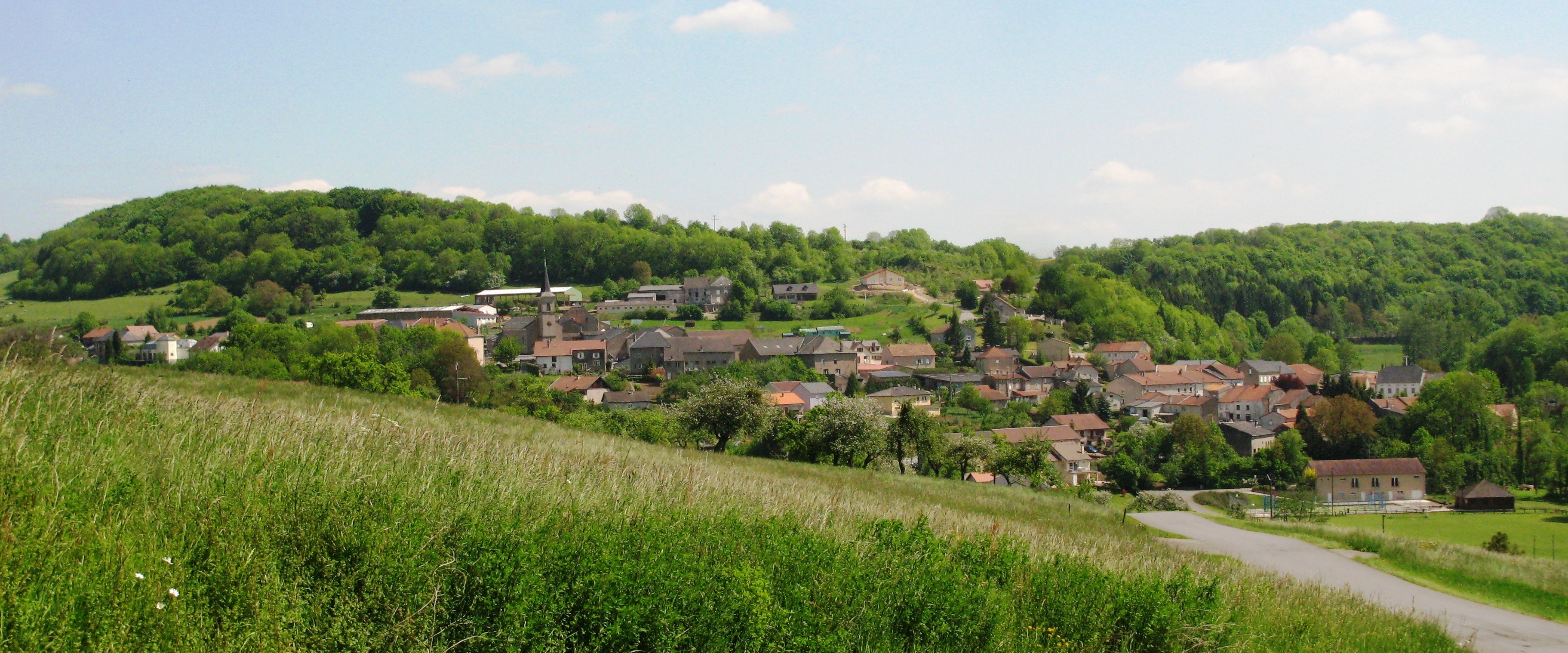
Manderen, vue du chemin qui mène vers le château.

### Localisation
| Merschweiller     | Eft-Hellendorf, Büschdorf (Allemagne) | Scheuerwald |
| Kitzing           | Manderen                              | Launstroff  |
| Kirsch-lès-Sierck | Evendorff, Obernaumen                 | Ritzing     |

### Écarts et Lieux-dits
Le territoire de la commune déléguée inclut :
- Stiesling, autrement appelé Stiisléngen
- Tunting, ancienne commune rattachée à Manderen en 1830

## Toponymie
- Anciennes mentions : Mandera (Xe siècle), Monder (1594), Mondern (1625), Mameren (1741), Manderen (1793)[1],[2].
- En allemand : Mandern (1871-1918 & 1940-44). En francique lorrain : Manern[3], Manneren et Maner.
- Durant le XIXe siècle, Manderen était également connu au niveau postal sous les alias de Mannerrn et Manneren[4].

### Sobriquets
Sobriquets anciens désignant les habitants de la commune :
- Di Mannerer Pannelecker (les lécheurs de poêles de Manderen)[5].

## Histoire
La seigneurie relevait d'abord des ducs de Lorraine, puis devint fief luxembourgeois sous Jean l'Aveugle en 1346.
Avant la Révolution française, Manderen était enclavé dans la Lorraine, près de la frontière de l'électorat de Trèves et appartenait aux Pays-Bas autrichiens comme dépendance du Luxembourg. Lorsque la France conquit les provinces autrichiennes et les réunit à son territoire en les divisant en départements, Manderen fut classé dans le département des Forêts. Lorsque ce département fut divisé en arrondissements et en cantons, ce village appartint au canton de Remich, dans l'arrondissement de Luxembourg, en vertu de l'arrêté consulaire du 15 ventôse an X.
Après la séparation des départements des Forêts et de la Sarre, Manderen se trouva enclavé dans le département de la Moselle, à une très faible distance de la ligne frontière établie par les traités de 1814 et de 1815. Le cours de la Moselle, à sa sortie de France, ayant formé la limite entre le nouveau royaume des Pays-Bas et le Grand-Duché du Bas-Rhin attribué à la Prusse, et Manderen se trouvant sur la rive droite du côté des possessions prussiennes, le cabinet de Berlin crut avoir des droits sur ce village et ne l'abandonna définitivement à la France que par la Convention de limites du 23 octobre 1829. En fait, la Prusse avait annexé dès 1814 tous les territoires anciennement luxembourgeois, puis relevant du département des Forêts, situés à l'est (rive droite) de la Moselle. Manderen faisait partie de ces territoires, et Berlin ne croyait pas y avoir des droits, mais en était sûre.
Une ordonnance royale du 7 octobre 1830 fit de Manderen le chef-lieu d'une commune en lui donnant pour annexes les lieux de Tenting (Tunting) et Mensberg. Mensberg fut une annexe de Tunting de 1790 à 1830, ce qui explique le nom de Tenting-Mensberg qui fut porté par cette ancienne commune.
À la suite d'un arrêté préfectoral du 20 novembre 2018, Manderen devient une commune déléguée au sein de la commune nouvelle de Manderen-Ritzing à partir du 1er janvier 2019. Le village de Manderen est par ailleurs le chef-lieu de ladite commune nouvelle.

## Politique et administration

### Liste des maires successifs
| Période                                  | Période       | Identité         | Étiquette | Qualité |
| ---------------------------------------- | ------------- | ---------------- | --------- | ------- |
| décembre 1974                            | mars 1995     | Lucien Mellinger |           |         |
| mars 1995                                | mars 2008     | Roland Nidercorn |           |         |
| mars 2008                                | décembre 2018 | Régis Dorbach    |           |         |
| Les données manquantes sont à compléter. |               |                  |           |         |

### Liste des maires délégués
| Période | Période  | Identité | Étiquette | Qualité |
| ------- | -------- | -------- | --------- | ------- |
|         | En cours |          |           |         |

### Jumelages
- Mandern (Allemagne)

## Démographie
L'évolution du nombre d'habitants est connue à travers les recensements de la population effectués dans la commune depuis 1806. Pour les communes de moins de 10 000 habitants, une enquête de recensement portant sur toute la population est réalisée tous les cinq ans, les populations de référence des années intermédiaires étant quant à elles estimées par interpolation ou extrapolation. Pour la commune, le premier recensement exhaustif entrant dans le cadre du nouveau dispositif a été réalisé en 2007.

En 2016, la commune comptait 422 habitants, en évolution de +0,24 % par rapport à 2010 (Moselle : +0,52 %, France hors Mayotte : +2,11 %).
| 1806 | 1836 | 1841 | 1861 | 1866 | 1871 | 1875 | 1880 | 1885 |
| ---- | ---- | ---- | ---- | ---- | ---- | ---- | ---- | ---- |
| 385  | 819  | 865  | 703  | 712  | 687  | 697  | 600  | 600  |

| 1890 | 1895 | 1900 | 1905 | 1910 | 1921 | 1926 | 1931 | 1936 |
| ---- | ---- | ---- | ---- | ---- | ---- | ---- | ---- | ---- |
| 570  | 522  | 473  | 466  | 502  | 463  | 456  | 462  | 449  |

| 1946 | 1954 | 1962 | 1968 | 1975 | 1982 | 1990 | 1999 | 2006 |
| ---- | ---- | ---- | ---- | ---- | ---- | ---- | ---- | ---- |
| 388  | 376  | 371  | 368  | 358  | 355  | 376  | 383  | 403  |

| 2007 | 2012 | 2016 | - | - | - | - | - | - |
| ---- | ---- | ---- | - | - | - | - | - | - |
| 406  | 423  | 422  | - | - | - | - | - | - |

## Culture locale et patrimoine

### Lieux et monuments

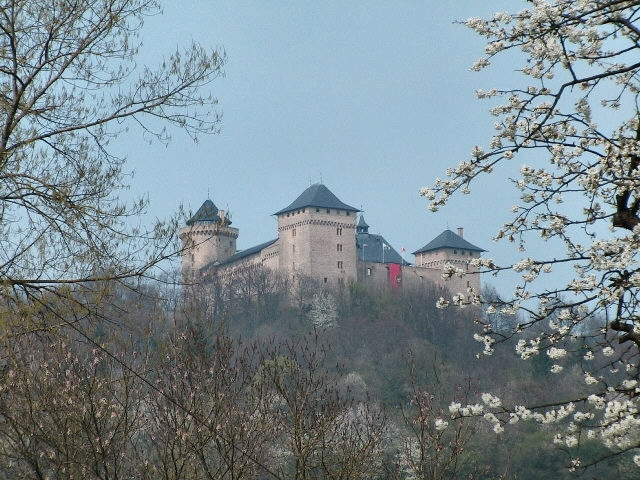
Le château de Malbrouck.

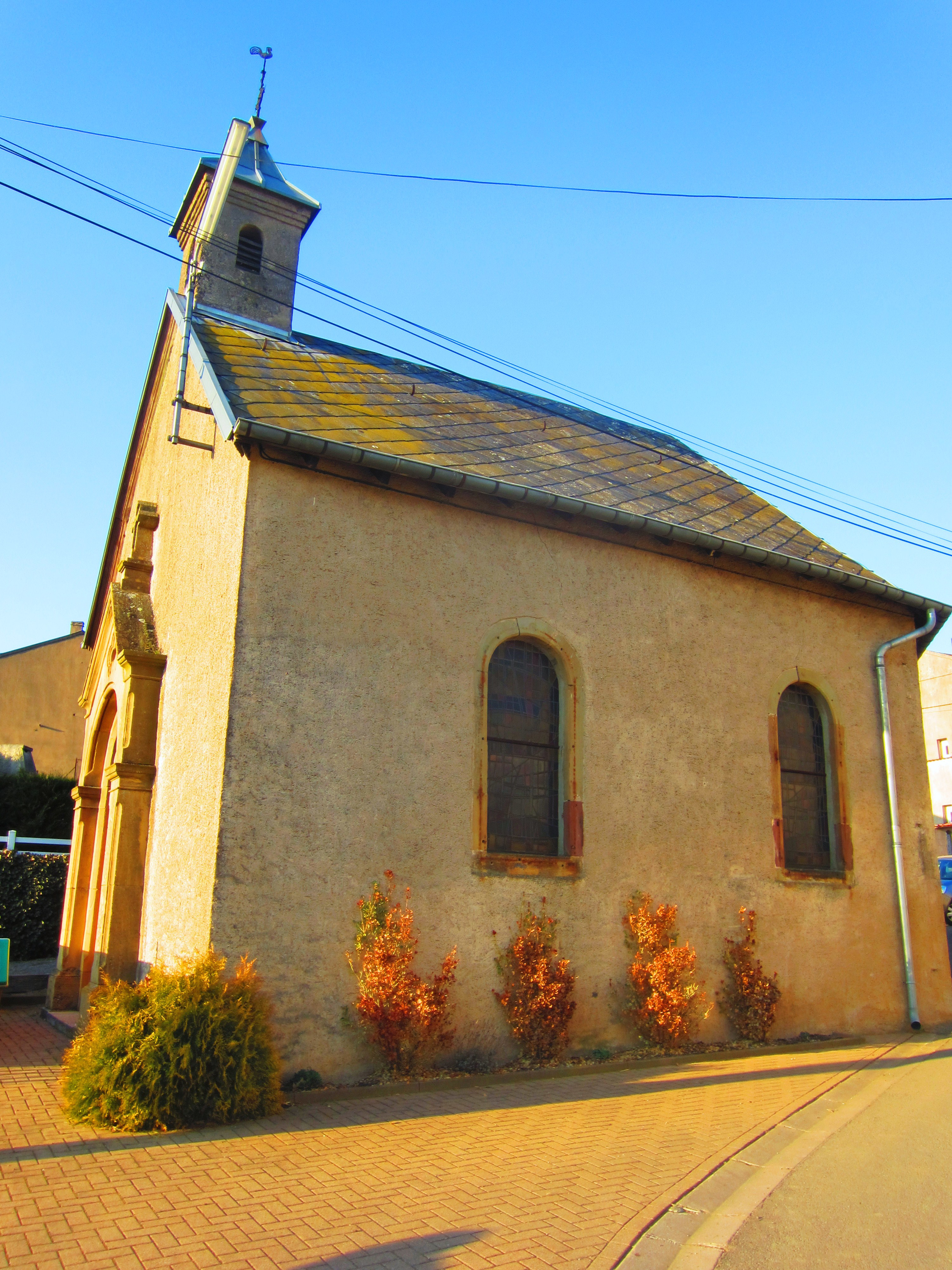
Chapelle Saint-Nicolas à Tunting.

- Château de Malbrouck (Schloss Meinsberg), un chateau fort qui domine la commune. Les ruines du Château sont classées au titre des monuments historiques par journal officiel du 16 février 1930[11]. Entièrement restauré et propriété du conseil départemental de la Moselle, il sert de lieu d'exposition.
- Passage d'une voie romaine.

#### Édifices religieux
- Église paroissiale Saint-Étienne, remplace une église existant en 1618 ; la nef et le chœur auraient été reconstruits vers 1776 ; la tour clocher est datée 1894 ; autel à retable 1725, Vierge à l'Enfant XVe siècle.
- Chapelle Saint-Nicolas à Tunting, reconstruite sur l'emplacement d'une précédente après 1817 ; porte d'entrée 2e moitié du XXe siècle.

### Héraldique
| Blason de Manderen | Blason  | De sable au lion d'argent ; au franc-canton d'argent à la croix de gueules . |
| Blason de Manderen | Détails | Le statut officiel du blason reste à déterminer.                             |